# 豊広駅
豊広駅（ほうこうえき）とは、中華人民共和国吉林省吉林市竜潭区に位置する吉舒線の駅。

## 歴史
- 1960年　開業。

## 隣の駅
中華人民共和国鉄道部
吉舒線
前窯駅 - 豊広駅 - 吉舒駅
座標: 北緯44度14分57秒 東経126度42分31秒 / 北緯44.2491度 東経126.7086度